# Noble Energy
Noble Energy ist ein US-amerikanischer Mineralölkonzern mit Sitz in Houston, Texas. Innerhalb der Vereinigten Staaten fördert das Unternehmen Öl und Gas aus der Eagle Ford-Gruppe (Texas), dem Permian Basin (Texas) und dem Denver Basin (Colorado). Weiterhin wird vor der Küste Westafrikas und im Leviathan-Gasfeld im östlichen Mittelmeer Erdgas gefördert. Zum Jahresende 2019 verfügte Noble Energy über Reserven in Höhe von 2,05 Milliarden boe.

## Geschichte
Im Jahr 1932 gründete Lloyd Noble in Ardmore (Oklahoma) mit der Samedan Oil Corporation das direkte Vorgängerunternehmen der heutigen Noble Energy Inc. Das Unternehmen betätigte sich zuerst in der Lagerstätten-Exploration für Öl und Erdgas. Im Jahr 1968 erhielt Samedan Förderrechte im Golf von Mexiko. Im Jahr darauf wurde die Gesellschaft Noble Affiliates gegründet, die als Holding für das Explorationsunternehmen Samedan, das Bohrunternehmen Noble Drilling Corporation und andere fungierte. Noble Affiliates ging 1972 an die Börse. Die Noble Drilling Corporation wurde 1985 von Noble Affiliates abgespalten und ist heute unter dem Namen Noble Corporation als Bohrdienstleister aktiv. Im Jahr 2002 firmierte Noble Affiliates zu Noble Energy um.
Am 20. Juli 2020 meldete Chevron Noble Energy für 5 Milliarden Dollar übernehmen zu wollen.